# Henry Fielding

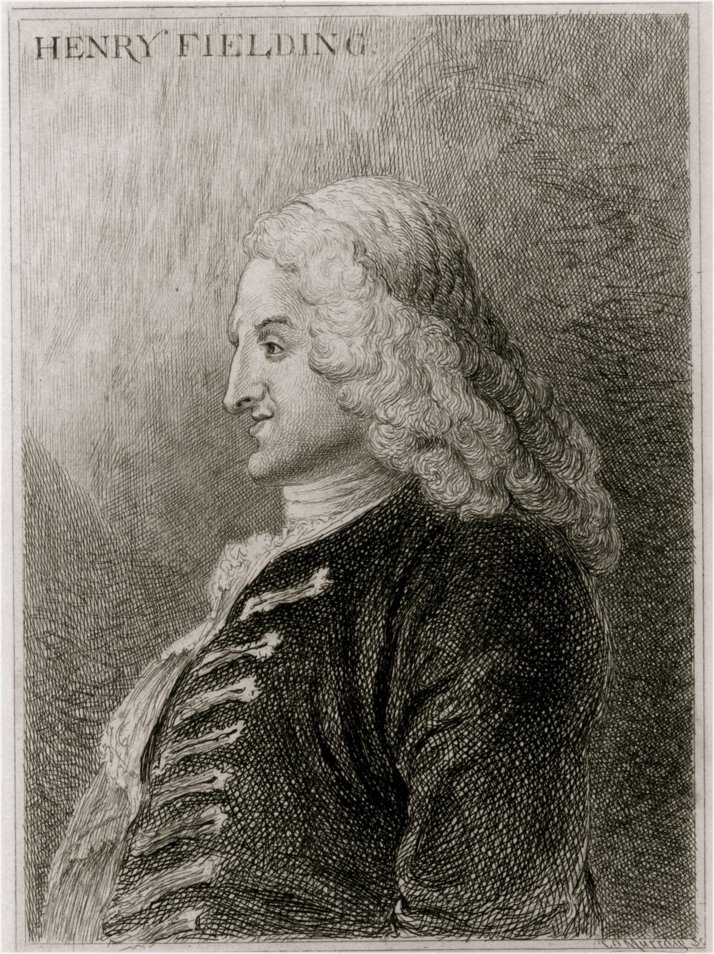
Henry Fielding

Henry Fielding (Sharpham, 22 tháng 4 năm 1707 - 8 tháng 10 năm 1754) là một tiểu thuyết gia người Anh và nhà viết kịch nổi tiếng với các tác phẩm châm biếm trào phúng. Ông là tác giả cuốn Tom Jones - Đứa trẻ vô thừa nhận.
Ngoài những thành tựu văn học của ông, ông có một nơi quan trọng trong lịch sử của thực thi pháp luật, ông cũng có vai trò quan trọng trong lịch sử thi hành luật. Ông và người em trai cùng cha khác mẹ John đã lập nên lực lượng cảnh sát đầu tiên của London – gọi là The Bow Street Runners. Em gái ông, Sarah, cũng là một nhà văn nổi tiếng.
Em gái của ông trẻ tuổi, Sarah, cũng đã trở thành một nhà văn thành công.

## Thời trẻ
Fielding học ở trường Đại học Eton, nơi mà ông có được tình bạn tri kỉ với William Pitt the Elder. Sau một cuộc tình lãng mạn với một phụ nữ trẻ với kết cục là ông gặp rắc rối với luật pháp, ông đến Luân Đôn và bắt đầu nghiệp văn chương. Năm 1728, ông đến Leiden để học về các tác phẩm kinh điển và luật ở trường đại học. Tuy nhiên, do thiếu tiền, ông buộc phải quay lại Luân Đôn và bắt đầu viết cho nhà hát. Một số tác phẩm của ông lên án gay gắt chính quyền lâm thời dưới thời ngài Robert Walpole.

## Kết hôn
Fielding kết hôn với người vợ đầu tiên của mình, Charlotte Craddock, năm 1734. Bà qua đời năm 1744. Năm 1747, ông kết hôn với người giúp việc cũ của vợ mình, Mary Daniel. Cô đã mang thai ở thời điểm cuộc hôn nhân của họ. Mary sinh năm người con, ba người chết trẻ.